# Bernard Varenius
Bernard Varenius, właściwie Bernhard Varen (1622–1650) – geograf niemiecki, lekarz. Współtwórca nowożytnej geografii, w dziele Geographia generalis (1650) zastosował podział na geografię ogólną i szczegółową, czyli regionalną.